# 邱玉輝
邱玉輝（？—），男，中国计算机科学家，西南大學教授，博士生导师，重庆市首届学术技术带头人，西南大学计算机科学与技术一级学科硕士学位授权点负责人，计算机应用技术专业硕士学位授权点（重庆市重点学科）负责人。邱玉辉是电脑报的主要创始人之一，曾担任电脑报主编。

## 生平
1962年8月至1993年2月先后在西南师范大学数学系、计算机科学系，任系副主任、系主任。
1991年8月至1991年12月在澳大利亚墨尔本大学作高级访问学者，进行非单调推理和近似推理的研究。
1993年3月至1994年4月任西南师范大学常务副校长。1994年5月至2002年9月任西南师范大学校长。1993年3月至2005年6月任西南师范大学人工智能研究所所长。
2005年7月至今任西南大学人工智能研究所所长。

## 社会兼职
邱玉辉现担任中国人工智能学会副会长、美国IEEE高级会员、重庆软件行业协会理事长、西南大学人工智能研究所所长、中国数理逻辑学会副理事长，中国中文信息学会常务理事兼人工智能专业委员会主任等职务，同时也是《计算机科学》，《计算机研究与发展》等权威、核心学术期刊编委。

## 学术贡献
长期从事非单调推理、近似推理、神经网络、机器学习、分布式人工智能和网格计算的教学和研究工作。发表人工智能方面的论文210余篇。出版学术著作《自动推理导论》、《专家系统中的不确定推理－模型、方法和理论》和《人工智能探索》等。主持、主研完成国家“863”、国家自然科学基金、省市基金和攻关项目15项。在研“973”项目1项，

## 奖项和荣誉
获重庆市自然科学奖二等奖1项，重庆市科技进步二等奖1项、三等奖2项。省级优秀教学成果一等奖2项、二等奖1项。1992年起享受政府特殊津贴。 

## 外部連結
- 重庆软件行业协会邱玉辉简介